# 黃霑音樂作品列表
本條目介紹黃霑填詞、作曲、參與配樂的作品及已發行的主唱歌曲。

## 概況
其詞作和曲作並無精確統計，香港作曲及作詞家協會（「CASH音樂成就大獎」（黃霑）的小冊子）只給出一個籠統的數字：「筆下作品超過一千首（指歌詞）」。

### 填詞
黃霑在大學時期經口琴師父梁日昭引薦，開始涉足流行樂界，為呂紅、陳君能、許怡年、黃志恆等歌手填寫國語歌詞，初試啼聲。畢業後他以業餘身份填詞（詳見「作曲、配樂」一節），作品多不流傳。
1972年，黃霑首次跟作曲及編曲家顧嘉煇合作 ，為香港首齣原創華語音樂舞台劇《白孃孃》編寫部分歌詞。1975年，黃霑受邀為迪士尼樂園表演團填寫多首香港巡演曲（包括《世界真細小》）的粵語版歌詞。同年他亦開始以筆名「劉杰」（用了兩年多），為電視劇填詞或作曲，如無線電視劇《董小宛》和佳藝電視劇《射雕英雄傳》的主題曲。1978年，黃霑正式簽約無線，隨著港產電視劇熱潮興起，與無線音樂總監顧嘉煇合作越來越頻密。
八十年代中期，顧嘉煇逐漸減產，其後移民加拿大。此時起至九十年代初，黃霑亦把心力轉投於電影配樂界，多為自己的曲作填詞，名作有《上海之夜》的主題曲《晚風》、《倩女幽魂》的《黎明不要來》、《青蛇》的《流光飛舞》等。但顧黃仍時有合作，最後一次合作的電視歌是《金牌冰人》的主題曲《美麗緣份》（2003年）。
影視以外，繼《白孃孃》以後，黃霑曾數度接下舞台劇的填詞工作，共四齣，包括純粵語口語歌詞的香港首齣本地化百老匯音樂劇《夢斷城西》（80年）、用詞較典雅的古裝劇《白蛇傳》（82年）和《柳毅傳書》（84年），以及描寫香港精神和地道文化的舞台劇《酸酸甜甜香港地》（2004年），最後兩齣的作曲家是顧嘉煇。
除了顧嘉煇，黃霑亦不時其他作曲家合作，次數較多的有黎小田（《問我》、《人在風裡》）、徐嘉良（九十年代鄭少秋一系列的影視歌曲如《摘星》和《浪蕩江山》）、趙文海（《中國夢》、舞台劇《白蛇傳》歌曲）等。

#### 類別
- 黃詞按類別可粗分為[10]：

1. 哲理詞：配合《家變》、《強人》等以社會恩怨、人際角力為軸心的電視劇，主題曲經常帶出人生變幻無常，不應對過錯得失太過執著的訊息。與此同時，詞人亦寫下不少正面勵志，以自我期許、莊敬自強為主題的訊息，如《問我》、《命運》、《奮鬥》、《獅子山下》等。
2. 武俠詞：一類描寫大俠豪傑（男女）的豪邁形象，如《萬水千山縱橫》、《射雕英雄傳》、《誓要入刀山》、《楊門女將》、《男兒當自強》等；一類描寫江湖間的恩情或仇怨，如《倚天屠龍記》、《倆忘煙水裡》、《世間始終你好》等。
3. 一般化的情歌：如《心債》、《點解手牽手》、《明星》等。尚有友情和親情詞，如《當年情》和《真情細說》，但數量較愛情詞少。
4. 家國情懷的詞：一類寫「中國」（廣義），如《中國夢》、《同途萬里人》、《勇敢的中國人》等；一類寫本土「香港」，如《獅子山下》、《美麗古怪島》等，還有一類六四相關的政治諷喻詞，如《又到聖誕》和《跳啦老豆》。
5. 其他：「鬼馬歌」（如《點解娶老婆》和《道》）、兒歌（如《世界真細小》和《小飛俠》）等。

### 作曲、配樂
1965年，黃霑為華娃所寫的《謎》獲香港娛樂唱片公司老闆看中，他自始正式開展作曲家生涯（大多數時候曲詞兼辦）。作品有當時最流行的國語時代曲，也有粵語歌，如60年代後期《火情人（大情人）》、《青春玫瑰》、《歡樂滿人間》這三部電影的歌曲。1974年9月，黃霑以英語歌《L-O-V-E Love》獲得無線電視「香港流行歌曲創作邀請賽」的亞軍:453。翌年聖誕節其執導並負責音樂的電影《大家樂》上映，多首歌曲被視為繼《啼笑因緣》及《鬼馬雙星》、《天才與白痴》這兩部電影的歌曲後，「粵語流行曲振興的第三波」:132-133。此後黃霑作曲量逐漸增加，不時為歌手供曲，如羅文、關正傑、甄妮、雷安娜、葉蒨文、葉德嫻等，有影視歌曲也有無商業搭配的專輯歌。
到了8、90年代，他則較活躍於電影歌曲和配樂的創作，當中以徐克電影的配樂最為人熟識，合作最多的是編曲家戴樂民和黃霑帶入行的雷頌德。

這些作品在華語電影「工業獎」活動（如香港電影金像獎）和電影節（如金馬獎）中屢獲提名及得獎，惟大部分都沒有發行官方原聲專輯，如《倩女幽魂》、《人鬼神》、《畫中仙》、《六指琴魔》、《西楚霸王》等。

### 歌唱
唱歌是黃霑的業餘興趣，他從沒簽約唱片公司，偶爾在電視綜藝節目和演唱會現場表演，一生只發表過兩張個人歌唱專輯：1989年的概念專輯《香港 X'mas》和1990年的《笑傲江湖 百無禁忌黃霑作品集》，其他作品則散見於合輯和原聲帶，詳見歌唱作品。

## 音樂作品列表（不完全）

### 參與的配樂
| 年份 | 電視劇 | 擔當                                           | 合作者 | 備註                               |
| ---- | ------ | ---------------------------------------------- | --- | ---------------------------------- |
| 2000 | 楊貴妃 | 作曲（除了《妃舞》、《仙舞》、《蝶舞》）、填詞 | 方樹樑、張碩嵐（五首人聲歌曲的監製）、梁基爵（五首人聲歌曲的編曲）、丁菲飛（純音樂的編曲、監製及製作、二胡演奏） | 詳見無綫電視劇楊貴妃主題曲原聲大碟 |

## 註腳
1. ↑  1978年4月2日《明報》的娛樂消息：「黃霑簽約無線，獨家撰寫歌詞，惟電影與唱片則不在此限。」
2. ↑  這不代表合作者只負責編曲，作曲工作全由黃霑一人包攬：一方面大部分香港電影的工作人員名單頗為含糊，如94年的《西楚霸王之楚漢爭霸》就只寫著「原作音樂：黃霑、戴樂民」，沒有更詳細的分工；而已發行原聲專輯的，訊息也同樣含糊，如《青蛇》原聲的內頁就只提到雷頌德是人聲歌《人生如此》和純音樂《人間魔域》的唯一作曲者，除了後者，其他純音樂都沒有標示作曲者，故不排除他們可能以共同作曲的模式創作。然而在有清楚的說明下，創作人的張冠李戴仍時見於互聯網以至傳媒，如電視劇《情定少林寺》的配樂《斷情殤》常誤作黃霑手筆（劇集原聲專輯的內頁已標明黃霑只唱作了一首主題曲，其餘十首純音樂均為鮑比達制作和作曲）
3. ↑  文千歲和李寶瑩的同名合唱曲是龐秋華將鄭幗寶的《恭喜發財》（改編自廣東傳統小曲《十八麼(或作：摩/魔/么)》）重新填詞而成，非黃霑所作，太極樂隊後來也翻唱過此曲。
4. ↑  似專指人聲歌曲
5. ↑  跟荷里活電影界一樣，音樂編輯（Music Editor）懂音樂但不創作音樂，負責幫助導演跟配樂家溝通，並參與最終的混錄工作，使影音同步[32]；Music Editor有時會以「配樂」一詞出現，見知乎專欄作家還珠哥哥《認識電影音樂》（2017年9月19日）一文：「配樂中的配字在電影製作的序列當中相當於音樂的剪輯」）

## 相關連結
- 香港作曲家及作詞家協會已登記音樂作品搜尋引擎 （页面存档备份，存于）
- 臺灣流行音樂數位資料庫 （页面存档备份，存于）
- 香港電影資料館（康文署）網上目錄 （页面存档备份，存于）